# 夏季奧林匹克運動會4×100米接力比賽
夏季奧林匹克運動會4×100米接力比賽是奧運會田徑比賽中最短的跑道接力賽事。男子接力賽自1912年斯德哥爾摩奧運會首次舉辦，女子接力賽則從1928年阿姆斯特丹奧運會持續舉辦。這項賽事在國際運動水平上被認為是最具威望的4×100米接力賽。
在歷屆奧運會的男子4×100米接力賽中，世界紀錄一直在不斷被打破。首個世界紀錄是在1912年斯德哥爾摩奧運會上由美國隊創下，之後在1936年柏林奧運會前連續六屆奧運會中被不斷超越。從1956年到1972年，又有連續五屆奧運會上打破世界紀錄。1984年洛杉磯奧運會、1992年巴塞隆納奧運會和2012年倫敦奧運會三次男子接力的決賽都以世界紀錄時間獲勝。
在女子4×100米接力賽中，首次作為奧運會比賽項目在1928年阿姆斯特丹奧運會上。從那時起女子接力世界紀錄在奧運會上也經歷多次刷新。從1928年到1936年的三屆奧運會中，女子4×100公尺接力世界紀錄被打破三次。接著從1952年到1972年的六屆奧運會，女子接力紀錄持續不斷刷新。可是之後的幾十年中，女子4×100公尺接力賽在奧運會上沒有再創下新的世界紀錄，直到2012年倫敦奧運會上，美國隊以40.82秒的成績終結了這四十年的無紀錄狀態。
美國在4×100米接力比賽中表現卓越，男子項目歷年來贏得15次冠軍，女子項目則有11次。美國男子隊從1920年到1956年連續八次獲勝，在幾乎所有奧運會上都曾在該項目中獲得獎牌，僅有8次例外（1980年因抵制、1912年、1960年、1988年、2008年、2016年和2020年因接力棒失誤，以及2012年因泰森·盖伊的違規賽後被取消獎牌）。美國女子隊在1984年至1996年間連續四次奪得金牌。截至2020年，除美國外，其他國家在男子或女子項目中贏得的金牌數均不超過四枚。牙買加（四次冠軍，九枚獎牌）、英國（兩次冠軍，十五枚獎牌）和蘇聯（兩次冠軍，十一枚獎牌）是另外三個最成功的國家。
參加4×100米接力比賽的選手通常也參與100米和200米的單項奧運會比賽，1984年連奪100米，200米及跳遠三金得主卡尔·刘易斯、兩屆200米金牌得主韋羅妮卡·坎貝爾、三屆100米及200米金牌得主尤塞恩·博尔特及兩屆100米金牌得主谢莉-安·弗雷泽-普赖斯同樣在4×100米接力比賽獲得金牌。弗蘭克·懷科夫和伊芙琳·阿什福德是該項目中最成功的運動員，每人贏得三枚金牌。以獎牌數目而言，牙買加的韋羅妮卡·坎貝爾以四枚獎牌（一枚金牌和三枚銀牌）成為最成功的運動員。

## 男子

### 歷屆獎牌得主及紀錄
| 届别                      | 金牌 | 银牌 | 铜牌                                                                                             |
| ------------------------- | --- | --- | ------------------------------------------------------------------------------------------------ |
| 1912年斯德哥尔摩 （詳細） | 英国（GBR） · 戴维·雅各布斯 · 亨利·麦金托什 · 维克托·达西 · 威利·阿普尔加思                                      | 瑞典（SWE） · 伊万·默勒 · 查尔斯·卢瑟 · 图勒·佩尔松 · 克努特·林德贝里                                      | 无奖项                                                                                           |
| 1920年安特卫普 （詳細）   | 美国（USA） · 查尔斯·帕多克 · 杰克逊·肖尔茨 · 洛伦·默奇森 · 莫里斯·柯克西                                        | 法国（FRA） · 勒内·洛兰 · 勒内·蒂拉尔 · 勒内·穆尔隆 · 埃米尔·阿里汗                                        | 瑞典（SWE） · 昂内·霍尔姆斯特伦 · 威廉·彼得森 · 斯文·马尔姆 · 尼尔斯·桑德斯特伦                  |
| 1924年巴黎 （詳細）       | 美国（USA） · 洛伦·默奇森 · 路易斯·克拉克 · 弗兰克·赫西 · 阿尔·勒科尼                                            | 英国（GBR） · 哈罗德·亚伯拉罕斯 · 沃尔特·兰格利 · 威尔弗雷德·尼科尔 · 兰斯洛特·罗伊尔                      | 荷兰（NED） · 扬·德弗里斯 · 雅普·布特 · 哈里·布鲁斯 · 里纳斯·范登贝尔赫                          |
| 1928年阿姆斯特丹 （詳細） | 美国（USA） · 弗兰克·怀科夫 · 詹姆斯·奎因 · 查利·博拉 · 亨利·拉塞爾                                              | 德国（GER） · 格奥尔格·拉默斯 · 里夏德·科茨 · 胡贝特·霍本 · 赫尔穆特·克尼希                                | 英国（GBR） · 西里爾·吉爾 · 愛德華·斯莫哈 · 沃爾特·蘭吉利 · 傑克·倫敦                            |
| 1932年洛杉磯 （詳細）     | 美国（USA） · 鲍勃·基塞尔 · 埃米特·托皮诺 · 赫克托·戴尔 · 弗兰克·怀科夫                                          | 德国（GER） · 赫尔穆特·克尼希 · 弗里德里希·亨德里克斯 · 埃里克·博希迈尔 · 阿图尔·约纳特                    | 意大利（ITA） · 朱塞佩·卡斯泰利 · 鲁杰罗·马雷加蒂 · 加布里埃莱·萨尔维亚蒂 · 埃德加多·托埃蒂      |
| 1936年柏林 （詳細）       | 美国（USA） · 杰西·欧文斯 · 拉尔夫·梅特卡夫 · 福伊·德雷珀 · 弗兰克·怀科夫                                        | 意大利（ITA） · 奥拉齐奥·马里亚尼 · 詹尼·卡尔达纳 · 埃利奥·拉尼 · 图利奥·贡内利                            | 德国（GER） · 威廉·莱胡姆 · 埃里克·博希迈尔 · 埃尔温·吉尔迈斯特 · 格尔德·霍恩贝格尔              |
| 1948年伦敦 （詳細）       | 美国（USA） · 巴尼·尤厄尔 · 洛伦佐·赖特 · 哈里森·迪拉德 · 梅尔·巴顿                                              | 英国（GBR） · 杰克·阿彻 · 杰克·格雷戈里 · 阿拉斯泰爾·麥科庫代爾 · 肯·琼斯                                  | 意大利（ITA） · 米凯莱·蒂托 · 恩里科·佩鲁科尼 · 安东尼奥·西迪 · 卡洛·蒙蒂                        |
| 1952年赫尔辛基 （詳細）   | 美国（USA） · 迪安·史密斯 · 哈里森·迪拉德 · 林迪·雷米吉诺 · 安迪·斯坦菲尔德                                      | 苏联（URS） · 鲍里斯·托卡列夫 · 列凡·卡里亚耶夫 · 列凡·萨纳泽 · 弗拉基米尔·苏哈雷夫                        | 匈牙利（HUN） · 佐兰迪·拉斯洛 · 盖扎·瓦拉什迪 · 恰尼·哲尔吉 · 贝拉·戈尔多瓦尼                    |
| 1956年墨爾本 （詳細）     | 美国（USA） · 艾拉·默奇森 · 利蒙·金 · 塞恩·贝克 · 博比·莫罗                                                      | 苏联（URS） · 列昂尼德·巴爾捷涅夫 · 鮑里斯·托卡列夫 · 尤里·科諾瓦洛夫 · 弗拉基米爾·蘇哈列夫                | 德国联队（EUA） · 洛塔尔·克内策尔 · 莱昂哈德·波尔 · 海因茨·菲特雷尔 · 曼弗雷德·格马尔            |
| 1960年羅馬 （詳細）       | 德国联队（EUA） · 贝恩德·库尔曼 · 阿明·哈里 · 瓦尔特·马伦多夫 · 马丁·劳尔                                        | 苏联（URS） · 古斯曼·科薩諾夫 · 列昂尼德·巴爾捷涅夫 · 尤里·科諾瓦洛夫 · 愛德溫·奧佐林                      | 英国（GBR） · 彼得·雷德福 · 戴维·琼斯 · 戴维·西格尔 · 尼克·怀特黑德                              |
| 1964年東京 （詳細）       | 美国（USA） · 保罗·德雷顿 · 格里·阿什沃思 · 理查德·斯特宾斯 · 鲍勃·海斯                                          | 波兰（POL） · 安杰伊·杰林斯基 · 维斯瓦夫·马尼亚克 · 马里安·福伊克 · 马里安·杜齐亚克                        | 法国（FRA） · 保罗·热纳韦 · 贝尔纳·莱德伯尔 · 克洛德·皮克马尔 · 若瑟兰·德勒库尔                  |
| 1968年墨西哥城 （詳細）   | 美国（USA） · 查尔斯·格林 · 梅尔·彭德 · 龙尼·雷·史密斯 · 吉姆·海因斯                                             | 古巴（CUB） · 埃梅斯·拉米雷斯 · 胡安·莫拉莱斯 · 巴勃罗·蒙特斯 · 恩里克·菲格罗拉                            | 法国（FRA） · 热拉尔·弗努伊 · 若瑟兰·德勒库尔 · 克洛德·皮克马尔 · 羅傑·邦布克                    |
| 1972年慕尼黑 （詳細）     | 美国（USA） · 拉里·布莱克 · 罗伯特·泰勒 · 杰拉尔德·廷克 · 埃迪·哈特                                              | 苏联（URS） · 亞歷山大·科爾涅利克 · 弗拉基米爾·洛韋茨基 · 尤里斯·希洛夫斯 · 瓦列里·博尔佐夫                | 西德（FRG） · 约布斯特·希尔施特 · 卡尔海因茨·克洛茨 · 格哈德·武赫雷尔 · 克劳斯·埃尔              |
| 1976年蒙特利爾 （詳細）   | 美国（USA） · 哈维·格兰斯 · 拉姆·琼斯 · 米勒德·汉普顿 · 史蒂夫·里迪克                                            | 东德（GDR） · 曼弗雷德·科科特 · 约尔格·普法伊费尔 · 克劳斯-迪特尔·库拉特 · 亚历山大·蒂梅                   | 苏联（URS） · 亞歷山大·阿克西寧 · 尼科拉伊·科列斯尼科夫 · 尤里斯·希洛夫斯 · 瓦列里·博爾佐夫      |
| 1980年莫斯科 （詳細）     | 苏联（URS） · 弗拉基米爾·穆拉維約夫 · 尼古拉伊·西多羅夫 · 亞歷山大·阿克西寧 · 安德烈·普羅科菲耶夫                | 波兰（POL） · 克日什托夫·兹沃林斯基 · 泽农·利奇内尔斯基 · 莱谢克·杜内茨基 · 马里安·沃罗宁                  | 法国（FRA） · 安托万·里夏尔 · 帕斯卡尔·巴雷 · 帕特里克·巴雷 · 埃尔曼·潘佐                        |
| 1984年洛杉磯 （詳細）     | 美国（USA） · 萨姆·格拉迪 · 罗恩·布朗 · 卡尔文·史密斯 · 卡尔·刘易斯                                              | 牙买加（JAM） · 阿爾·勞倫斯 · 格雷格·梅古 · 唐·夸里 · 雷·斯圖爾特                                          | 加拿大（CAN） · 本·约翰逊 · 托尼·夏普 · 德赛·威廉斯 · 斯特林·海因兹                              |
| 1988年漢城 （詳細）       | 苏联（URS） · 維克托·布里津因 · 弗拉基米爾·克里洛夫 · 弗拉基米爾·穆拉維奧夫 · 維塔利·薩文                        | 英国（GBR） · 埃利奥特·邦尼 · 约翰·里吉斯 · 迈克·麦克法兰 · 林福德·克里斯蒂                                | 法国（FRA） · 布鲁诺·马里-罗斯 · 丹尼爾·桑古馬 · 吉爾·克奧內爾 · 马克斯·莫里尼埃                 |
| 1992年巴塞隆納 （詳細）   | 美国（USA） · 迈克·马什 · 勒罗伊·伯勒尔 · 丹尼斯·米切尔 · 卡尔·刘易斯 · 詹姆斯·杰特*                             | 尼日利亚（NGR） · 奧魯耶米·卡約德 · 奇迪·伊莫 · 奧拉帕德·阿德尼肯 · 大衛森·埃津瓦 · 奧斯蒙德·埃津瓦*       | 古巴（CUB） · 安德烈斯·西蒙 · 霍埃尔·拉梅拉 · 霍埃尔·伊萨西 · 豪尔赫·阿吉莱拉                    |
| 1996年亞特蘭大 （詳細）   | 加拿大（CAN） · 罗伯特·埃斯米 · 格伦罗伊·吉尔伯特 · 布鲁尼·苏林 · 多诺万·贝利 · 卡尔顿·钱伯斯*                   | 美国（USA） · 喬恩·德拉蒙德 · 提姆·哈登 · 迈克·马什 · 丹尼斯·米切尔 · 蒂姆·蒙哥马利*                       | 巴西（BRA） · 阿納爾多·達席爾瓦 · 罗布松·达席尔瓦 · 愛德生·里貝羅 · 安德烈·多明戈斯              |
| 2000年雪梨 （詳細）       | 美国（USA） · 乔恩·德拉蒙德 · 伯纳德·威廉斯 · 布赖恩·刘易斯 · 莫里斯·格連 · 蒂姆·蒙哥马利* · 肯尼·布罗肯布尔*    | 巴西（BRA） · 維森特·德利馬 · 愛德生·里貝羅 · 安德烈·多明戈斯 · 克勞迪內·達席爾瓦 · 克勞迪奧·羅貝爾托·索扎 | 古巴（CUB） · 何塞·安赫尔·塞萨尔 · 路易斯·阿尔韦托·佩雷斯-里翁达 · 伊万·加西亚 · 弗雷迪·马约拉   |
| 2004年雅典 （詳細）       | 英国（GBR） · 贾森·加德纳 · 达伦·坎贝尔 · 马龙·德文尼什 · 马克·刘易斯-弗朗西斯                                   | 美国（USA） · 肖恩·克劳福德 · 贾斯廷·加特林 · 科比·米勒 · 莫里斯·格林 · 達維斯·帕頓*                       | 尼日利亚（NGR） · 奧盧索基·法蘇巴 · 烏琴納·埃梅多盧 · 阿倫·艾格貝勒 · 德杰·阿利乌                |
| 2008年北京 （詳細）       | 特立尼达和多巴哥（TRI） · 凱斯頓·布萊德曼 · 馬克·伯恩斯 · 伊曼纽尔·卡伦德 · 理查德·湯普森 · 阿龙·阿姆斯特朗*     | 日本（JPN） · 塚原直貴 · 末續慎吾 · 高平慎士 · 朝原宣治                                                    | 巴西（BRA） · 維森特·德利瑪 · 桑德羅·維亞納 · 布魯諾·德巴羅斯 · 何塞·卡洛斯·莫雷拉               |
| 2012年倫敦 （詳細）       | 牙买加（JAM） · 內斯塔·卡特 · 邁克爾·弗雷特 · 約翰·布雷克 · 尤塞恩·博爾特 · 科馬爾·貝利-科爾*                    | 特立尼达和多巴哥（TRI） · 理查德·湯普森 · 馬克·伯恩斯 · 伊曼纽尔·卡伦德 · 凱斯頓·布萊德曼                  | 法国（FRA） · 吉米·維科 · 克里斯多夫·勒邁特 · 皮埃爾-亞歷克西斯·佩索諾 · 羅納德·波尼翁           |
| 2016年里約熱內盧 （詳細） | 牙买加（JAM） · 阿薩法·鮑威爾 · 約翰·布雷克 · 尼克爾·阿什米德 · 尤塞恩·博爾特 · 傑沃恩·明吉* · 科馬爾·貝利-科爾* | 日本（JPN） · 山縣亮太 · 飯塚翔太 · 桐生祥秀 · 劍橋飛鳥                                                    | 加拿大（CAN） · 阿基姆·海恩斯 · 亞倫·布朗 · 布兰顿·罗德尼 · 安德烈·德格拉斯 · 莫波拉德·阿乔马勒* |
| 2020年東京 （詳細）       | 意大利（ITA） · 洛倫佐·帕塔 · 馬塞爾·雅各布斯 · 埃塞奥萨·德萨卢 · 菲利波·托爾圖                                  | 加拿大（CAN） · 亞倫·布朗 · 約羅姆·布萊克 · 布兰顿·罗德尼 · 安德烈·德格拉斯                                | 中国（CHN） · 湯星強 · 謝震業 · 蘇炳添 · 吳智強                                                  |

註： * 表示參加預賽並獲得獎牌的運動員。

### 个人奖牌榜
只列出累積取得兩面金牌或以上的男子運動員：
| 排名 | 运动员                | 代表团        | 届别      | 金牌 | 银牌 | 铜牌 | 总数 |
| ---- | --------------------- | ------------- | --------- | ---- | ---- | ---- | ---- |
| 1=   | 弗兰克·怀科夫         | 美国（USA）   | 1928–1936 | 3    | 0    | 0    | 3    |
| 2=   | 尤塞恩·博爾特         | 牙买加（JAM） | 2008–2016 | 2    | 0    | 0    | 2    |
| 2=   | 洛伦·默奇森           | 美国（USA）   | 1920–1924 | 2    | 0    | 0    | 2    |
| 2=   | 哈里森·迪拉德         | 美国（USA）   | 1948–1952 | 2    | 0    | 0    | 2    |
| 2=   | 弗拉基米爾·穆拉維約夫 | 苏联（URS）   | 1980–1988 | 2    | 0    | 0    | 2    |
| 2=   | 卡爾·刘易斯           | 美国（USA）   | 1984–1992 | 2    | 0    | 0    | 2    |
| 2=   | 科马尔·贝利-科尔      | 牙买加（JAM） | 2012–2016 | 2    | 0    | 0    | 2    |
| 2=   | 約翰·布雷克           | 牙买加（JAM） | 2012–2016 | 2    | 0    | 0    | 2    |

### 代表团奖牌榜
| 排名 | 代表团                  | 金牌 | 银牌 | 铜牌 | 总数 |
| ---- | ----------------------- | ---- | ---- | ---- | ---- |
| 1    | 美国（USA）             | 15   | 2    | 0    | 17   |
| 2    | 苏联（URS）             | 2    | 4    | 1    | 7    |
| 3    | 英国（GBR）             | 2    | 3    | 2    | 7    |
| 4    | 牙买加（JAM）           | 2    | 1    | 0    | 3    |
| 5    | 德国（GER）[nb]         | 1    | 2    | 2    | 5    |
| 6    | 意大利（ITA）           | 1    | 1    | 2    | 4    |
| 7    | 加拿大（CAN）           | 1    | 1    | 2    | 4    |
| 8    | 特立尼达和多巴哥（TRI） | 1    | 1    | 0    | 2    |
| 9=   | 波兰（POL）             | 0    | 2    | 0    | 2    |
| 9=   | 日本（JPN）             | 0    | 2    | 0    | 2    |
| 11   | 法国（FRA）             | 0    | 1    | 5    | 6    |
| 12=  | 古巴（CUB）             | 0    | 1    | 2    | 3    |
| 12=  | 巴西（BRA）             | 0    | 1    | 2    | 3    |
| 14=  | 尼日利亚（NGR）         | 0    | 1    | 1    | 2    |
| 14=  | 瑞典（SWE）             | 0    | 1    | 1    | 2    |
| 16   | 西德（FRG）             | 0    | 1    | 0    | 1    |
| 17=  | 东德（GDR）             | 0    | 0    | 1    | 1    |
| 17=  | 匈牙利（HUN）           | 0    | 0    | 1    | 1    |
| 17=  | 荷兰（NED）             | 0    | 0    | 1    | 1    |
| 17=  | 中国（CHN）             | 0    | 0    | 1    | 1    |

- nb  德國隊總數包括以德國隊和德國聯隊名義參賽，但不包括東德隊或西德隊

## 女子

### 歷屆獎牌得主及紀錄
| 届别                      | 金牌 | 银牌 | 铜牌 |
| ------------------------- | --- | --- | --- |
| 1928年阿姆斯特丹 （詳細） | 加拿大（CAN） · 范妮·罗森菲尔德 · 埃塞尔·史密斯 · 简·贝尔 · 默特尔·库克                                        | 美国（USA） · 玛丽·沃什伯恩 · 杰茜·克罗斯 · 洛蕾塔·麦克尼尔 · 贝蒂·鲁宾逊                                                            | 德国（GER） · 罗莎·克尔纳 · 莱妮·施密特 · 安妮·霍尔德曼 · 莱妮·容克尔                                              |
| 1932年洛杉磯 （詳細）     | 美国（USA） · 玛丽·卡鲁 · 伊夫琳·弗奇 · 安妮特·罗杰斯 · 威廉明娜·冯·布雷门                                     | 加拿大（CAN） · 米尔德丽德·菲泽尔 · 莉莲·帕尔默 · 玛丽·弗里泽尔 · 希尔达·斯特赖克                                                    | 英国（GBR） · 艾琳·希斯科克 · 格温德琳·波特 · 维奥莱特·韦布 · 内莉·霍尔斯特德                                      |
| 1936年柏林 （詳細）       | 美国（USA） · 哈丽雅特·布兰德 · 安妮特·罗杰斯 · 贝蒂·鲁宾逊 · 海伦·斯蒂芬斯                                    | 英国（GBR） · 艾琳·希斯科克 · 维奥莱特·奥尔尼 · 奥德丽·布朗 · 芭芭拉·伯克                                                            | 加拿大（CAN） · 多萝西·布鲁克肖 · 珍妮特·多尔森 · 希尔达·卡梅伦 · 艾琳·马尔                                        |
| 1948年倫敦 （詳細）       | 荷兰（NED） · 克塞尼娅·斯塔德-德容 · 内蒂·维齐尔斯-蒂默 · 赫尔达·范德卡德-考代斯 · 芬妮·白蘭克-柯恩            | （AUS） · 雪莉·史翠克蘭 · 琼·馬斯頓 · 贝蒂·麦金农 · 乔伊丝·金                                                                        | 加拿大（CAN） · 薇奥拉·迈尔斯 · 南希·麦凯 · 黛安娜·福斯特 · 帕特里夏·琼斯                                          |
| 1952年赫爾辛基 （詳細）   | 美国（USA） · 梅·法格斯 · 芭芭拉·琼斯 · 珍妮特·莫罗 · 凯瑟琳·哈迪                                              | 德国（GER） · 乌尔苏拉·克纳布 · 玛丽亚·桑德尔 · 黑尔佳·克莱因 · 玛尔加·彼得森                                                        | 英国（GBR） · 西尔维娅·奇斯曼 · 琼·福尔兹 · 琼·皮克林 · 希瑟·阿米蒂奇                                              |
| 1956年墨爾本 （詳細）     | （AUS） · 雪莉·斯特里克兰·德拉亨蒂 · 诺尔玛·克罗克 · 弗勒·梅勒 · 贝蒂·卡思伯特                                 | 英国（GBR） · 安妮·帕什利 · 珍·斯克里文斯 · 琼·福尔兹 · 希瑟·阿米蒂奇                                                                | 美国（USA） · 梅·法格斯 · 瑪格麗特·馬修斯 · 威爾瑪·魯道夫 · 伊莎贝尔·丹尼尔斯                                      |
| 1960年羅馬 （詳細）       | 美国（USA） · 玛莎·赫德森 · 露辛达·威廉斯 · 芭芭拉·琼斯 · 威瑪·魯道夫                                          | 德国联队（EUA） · 玛尔塔·朗拜因 · 安妮·比希尔 · 布伦希尔德·亨德里克斯 · 尤塔·海涅                                                    | 波兰（POL） · 特蕾莎·維琴蕾克 · 芭尔芭拉·索博塔 · 采莉纳·耶肖诺夫斯卡 · 哈琳娜·里希特                              |
| 1964年東京 （詳細）       | 波兰（POL） · 特雷莎·切普维 · 伊蓮娜·基爾舍因斯坦 · 哈利娜·古雷茨卡 · 埃娃·克沃布科夫斯卡                      | 美国（USA） · 威莉·怀特 · 怀米娅·泰厄斯 · 玛丽莲·怀特 · 伊迪丝·麦圭尔                                                                | 英国（GBR） · 珍妮特·辛普森 · 玛丽·兰德 · 达夫妮·阿登 · 多萝西·海曼                                                |
| 1968年墨西哥城 （詳細）   | 美国（USA） · 芭芭拉·费雷尔 · 玛格丽特·贝尔斯 · 米尔德丽特·内特 · 怀米娅·泰厄斯                                | 古巴（CUB） · 瑪琳·埃萊哈德 · 富爾真西亞·羅邁 · 維奧萊塔·克薩達 · 米格利娜·科维安                                                    | 苏联（URS） · 盧德米拉·扎爾科娃 · 加琳娜·布哈里娜 · 維拉·波普科娃 · 盧德米拉·薩莫捷約娃                            |
| 1972年慕尼黑 （詳細）     | 西德（FRG） · 克里斯蒂安娜·克劳泽 · 英格麗德·米克勒-貝克爾 · 安妮格雷特·里希特 · 海德·羅森達爾                 | 东德（GDR） · 埃费琳·考费尔 · 克里斯蒂娜·海尼希 · 贝贝尔·施特鲁佩特 · 雷娜特·施特歇尔                                                | 古巴（CUB） · 馬琳娜·埃萊哈德 · 卡门·巴尔德斯 · 富倫西婭·羅邁 · 西爾維婭·奇瓦斯                                    |
| 1976年蒙特利爾 （詳細）   | 东德（GDR） · 玛莉斯·格尔 · 雷娜特·施特歇尔 · 卡拉·博登多夫 · 贝贝尔·韦克尔                                    | 西德（FRG） · 埃尔薇拉·波塞克尔 · 英格·黑尔滕 · 安妮格雷特·里希特 · 安妮格雷特·克罗尼格                                              | 苏联（URS） · 塔蒂亞娜·普羅羅琴科 · 琉德米拉·馬斯拉科娃 · 納德日達·貝斯法米娜亞 · 維拉·阿尼西莫娃                  |
| 1980年莫斯科 （詳細）     | 东德（GDR） · 罗米·米勒 · 贝贝尔·韦克尔 · 英格丽德·奥尔斯瓦尔德 · 玛莉斯·格尔                                  | 苏联（URS） · 薇拉·科米索娃 · 琉德米拉·馬斯拉科娃 · 維拉·阿尼西莫娃 · 娜塔利婭·博奇納                                                | 英国（GBR） · 希瑟·奥克斯 · 凱西·斯莫利伍德-庫克 · 貝弗利·戈達德 · 索尼婭·蘭納曼                                   |
| 1984年洛杉磯 （詳細）     | 美国（USA） · 艾丽斯·布朗 · 珍妮特·博尔登 · 钱德拉·奇斯伯勒 · 伊芙琳·阿什福德                                  | 加拿大（CAN） · 安杰拉·贝利 · 玛丽塔·佩恩 · 安杰拉·泰勒-伊萨琴科 · 弗朗丝·加罗                                                       | 英国（GBR） · 西蒙娜·雅各布斯 · 凯茜·库克 · 贝弗莉·卡伦德 · 希瑟·奥克斯                                            |
| 1988年首爾 （詳細）       | 美国（USA） · 艾丽斯·布朗 · 希拉·埃科尔斯 · 弗洛伦斯·格里菲斯-乔伊娜 · 伊芙琳·阿什福德 · 丹妮特·扬*            | 东德（GDR） · 西尔克·默勒 · 克斯廷·贝伦特 · 英格丽德·奥尔斯瓦尔德 · 玛莉斯·格尔                                                      | 苏联（URS） · 盧德米拉·孔德拉捷娃 · 加琳娜·馬爾丘吉納 · 瑪麗娜·日羅娃 · 娜塔莉婭·波莫什尼科娃 · 瑪雅·阿札拉什維利* |
| 1992年巴塞羅那 （詳細）   | 美国（USA） · 伊芙琳·阿什福德 · 埃丝特·琼斯 · 卡莉特·吉德里-怀特 · 格温·托伦斯 · 米歇尔·芬恩*                  | 独联体（EUN） · 奧爾加·博戈斯洛夫斯卡婭 · 加麗娜·馬爾楚吉娜 · 瑪麗娜·特蘭登科娃 · 伊琳娜·普利瓦羅娃                                  | 尼日利亚（NGR） · 比阿特麗斯·烏頓杜 · 費思·伊代亨 · 克里斯蒂·奧帕拉-湯普森 · 瑪麗·奧尼亞利-奧馬比米                |
| 1996年亞特蘭大 （詳細）   | 美国（USA） · 盖尔·德弗斯 · 英格·米勒 · 克丽丝特·盖恩斯 · 格温·托伦斯 · 卡莉特·吉德里-怀特*                    | 巴哈马（BAH） · 埃爾迪斯·克拉克 · 尚德拉·斯特羅普 · 莎瓦希達·芬斯 · 保利娜·戴维斯-汤普森 · 黛比·弗格森*                              | 牙买加（JAM） · 米歇爾·弗里曼 · 茱麗葉·卡斯伯特 · 妮可·米切爾 · 玛琳·奥蒂 · 吉莉安·羅素 · 安德里亞·勞埃德          |
| 2000年雪梨 （詳細）       | 巴哈马（BAH） · 莎瓦希達·芬斯 · 尚德拉·斯特羅普 · 保利娜·戴维斯-汤普森 · 黛比·弗格森 · 埃爾迪斯·克拉克-路易斯* | 牙买加（JAM） · 泰娜·劳伦斯 · 韋羅妮卡·坎貝爾 · 贝弗莉·麦克唐纳 · 玛琳·奥蒂 · 默琳·弗雷澤*                                           | 美国（USA） · 克丽丝特·盖恩斯 · 托瑞·愛德華茲 · 南辛·佩里 · 瑪莉安·瓊斯[nb] · 帕莎恩·理查森*                       |
| 2004年雅典 （詳細）       | 牙买加（JAM） · 泰娜·勞倫斯 · 谢龙·辛普森 · 艾琳·贝莉 · 韋羅妮卡·坎貝爾 · 贝弗莉·麦克唐纳*                     | 俄罗斯（RUS） · 奧爾加·斯通列娃 · 尤麗婭·塔巴科娃 · 伊琳娜·哈巴羅娃 · 拉里薩·克魯格洛娃                                              | 法国（FRA） · 維羅妮克·芒 · 穆麗爾·休蒂斯-侯爾里 · 西尔维亚娜·费利克斯 · 克里斯蒂娜·阿龙                           |
| 2008年北京 （詳細）       | 比利时（BEL） · 基姆·赫法尔特 · 埃洛迪·瓦德勞戈 · 漢娜·馬里恩 · 奥利维娅·博莱                                  | 尼日利亚（NGR） · 哈利瑪特·伊斯馬伊拉 · 奧魯達莫拉·奧薩約米 · 阿格內斯·奧薩祖瓦 · 格洛丽亚·科马索德 · 伊妮·弗蘭卡·伊多科*            | 巴西（BRA） · 羅斯瑪·科埃略·內托 · 盧西瑪·德·莫拉 · 塔伊莎·普雷斯蒂 · 羅桑傑拉·桑托斯                              |
| 2012年倫敦 （詳細）       | 美国（USA） · 狄安娜·巴爾托萊塔 · 艾麗森·菲利克斯 · 比安卡·奈特 · 卡美莉塔·傑特 · 傑尼巴·塔莫* · 劳琳·威廉斯*  | 牙买加（JAM） · 謝莉-安·弗雷澤-普萊斯 · 谢龙·辛普森 · 韋羅妮卡·坎貝爾 · 凱倫·斯圖爾特 · 薩曼莎·亨利-羅賓森* · 舒利尼·卡爾維特*       | 乌克兰（UKR） · 歐莉莎·波夫 · 克里斯蒂娜·斯圖依 · 瑪麗亞·瑞門 · 葉莉薩維塔·布里日娜                                |
| 2016年里約熱內盧 （詳細） | 美国（USA） · 狄安娜·巴爾托萊塔 · 艾麗森·菲利克斯 · 英格利希·加德纳 · 托丽·鲍伊 · 莫洛拉克·阿基诺森*           | 牙买加（JAM） · 克丽丝塔妮娅·威廉姆斯 · 伊莱恩·汤普森-赫拉 · 韋羅妮卡·坎貝爾 · 谢莉-安·弗雷泽-普赖斯 · 西蒙娜·费西* · 莎莎丽·福布斯* | 英国（GBR） · 亚莎·菲利普 · 迪西瑞·亨利 · 迪娜·阿舍-史密斯 · 达里尔·内塔                                           |
| 2020年東京 （詳細）       | 牙买加（JAM） · 布莉安娜·威廉姆斯 · 伊莱恩·汤普森-赫拉 · 谢莉-安·弗雷泽-普赖斯 · 谢瑞卡·杰克逊                 | 美国（USA） · 賈維安·奧利弗 · 泰安娜·丹尼爾斯 · 詹娜·普蘭蒂尼 · 加布里埃爾·托馬斯                                                    | 英国（GBR） · 亚莎·菲利普 · 伊曼妮-拉拉·蘭斯科特 · 迪娜·阿舍-史密斯 · 达里尔·内塔                                  |

註： * 表示參加預賽並獲得獎牌的運動員。

- 美國運動員瑪莉安·瓊斯被剝奪所有奧運獎牌。

### 个人奖牌榜
只列出累積取得兩面金牌或以上的女子運動員：
| 排名 | 运动员             | 代表团      | 届别      | 金牌 | 银牌 | 铜牌 | 总数 |
| ---- | ------------------ | ----------- | --------- | ---- | ---- | ---- | ---- |
| 1    | 伊芙琳·阿什福德    | 美国（USA） | 1984–1992 | 3    | 0    | 0    | 3    |
| 2    | 玛莉斯·格尔        | 东德（GDR） | 1976–1988 | 2    | 1    | 0    | 3    |
| 3=   | 安妮特·羅傑斯      | 美国（USA） | 1932–1936 | 2    | 0    | 0    | 2    |
| 3=   | 艾丽斯·布朗        | 美国（USA） | 1984–1988 | 2    | 0    | 0    | 2    |
| 3=   | 卡莉特·吉德里-怀特 | 美国（USA） | 1992–1996 | 2    | 0    | 0    | 2    |
| 3=   | 格溫·托倫斯        | 美国（USA） | 1992–1996 | 2    | 0    | 0    | 2    |
| 3=   | 狄安娜·巴爾托萊塔  | 美国（USA） | 2012–2016 | 2    | 0    | 0    | 2    |
| 3=   | 艾麗森·菲利克斯    | 美国（USA） | 2012–2016 | 2    | 0    | 0    | 2    |

### 代表团奖牌榜
| 排名 | 代表团          | 金牌 | 银牌 | 铜牌 | 总数 |
| ---- | --------------- | ---- | ---- | ---- | ---- |
| 1    | 美国（USA）     | 11   | 3    | 2    | 16   |
| 2    | 东德（GDR）     | 2    | 2    | 0    | 4    |
| 3    | 牙买加（JAM）   | 2    | 3    | 1    | 6    |
| 4    | 加拿大（CAN）   | 1    | 2    | 2    | 5    |
| 5=   | （AUS）         | 1    | 1    | 0    | 2    |
| 5=   | 巴哈马（BAH）   | 1    | 1    | 0    | 2    |
| 5=   | 西德（FRG）     | 1    | 1    | 0    | 2    |
| 8    | 波兰（POL）     | 1    | 0    | 1    | 2    |
| 9=   | 比利时（BEL）   | 1    | 0    | 0    | 1    |
| 9=   | 荷兰（NED）     | 1    | 0    | 0    | 1    |
| 11   | 英国（GBR）     | 0    | 2    | 7    | 9    |
| 12   | 德国（GER）[nb] | 0    | 2    | 1    | 3    |
| 13   | 苏联（URS）     | 0    | 1    | 3    | 4    |
| 14=  | 古巴（CUB）     | 0    | 1    | 1    | 2    |
| 14=  | 尼日利亚（NGR） | 0    | 1    | 1    | 2    |
| 16=  | 俄罗斯（RUS）   | 0    | 1    | 0    | 1    |
| 16=  | 独联体（EUN）   | 0    | 1    | 0    | 1    |
| 18=  | 巴西（BRA）     | 0    | 0    | 1    | 1    |
| 18=  | 法国（FRA）     | 0    | 0    | 1    | 1    |
| 18=  | 乌克兰（UKR）   | 0    | 0    | 1    | 1    |

- nb  德國隊總數包括以德國隊和德國聯隊名義參賽，但不包括東德隊或西德隊

## 外部連結
- 國際田徑總會4x100公尺接力賽首頁 （页面存档备份，存于）
- 官方奧運網站
- 奧運田徑紀錄在《田徑新聞》